# Franz-Josef Beerenbrock
Franz-Josef Beerenbrock (9 de abril de 1920 - 13 de dezembro de 2004) foi um oficial alemão que serviu durante a Segunda Guerra Mundial. Foi condecorado com a Cruz de Cavaleiro da Cruz de Ferro.

## Condecorações
| Cruz de Ferro 2ª Classe                       |
| Cruz de Ferro 1ª Classe                       |
| Folhas de Carvalho nº 108 3 de agosto de 1942 |